# Zirler Berg
Le Zirler Berg est une montagne qui s’élève à 1 057 m d’altitude dans les Karwendel, en Autriche. Il se trouve au pied la Reither Spitze